# Оэ, Суэо
Суэо Оэ (яп. 大江 季雄 О:э Суэо, 2 августа 1914 — 24 декабря 1941) — японский легкоатлет, призёр Олимпийских игр.
Суэо Оэ родился в 1914 году в Майдзуру префектуры Киото; окончил Университет Кэйо.
В 1936 году Суэо Оэ принял участие в Олимпийских играх в Берлине. Когда определилось, что чемпионом в прыжках с шестом станет Эрл Мидоус из США, а за второе место должны будут бороться Сюхэй Нисида и Суэо Оэ, то два японских спортсмена отказались состязаться между собой, и по жребию решилось, что Нисида получит серебряную медаль, а Оэ — бронзовую (эти состязания по прыжкам с шестом вошли в снятый Лени Рифеншталь документальный фильм «Олимпия»). Вернувшись в Японию, Нисида и Оэ сходили к ювелиру с просьбой разрезать медали пополам и спаять половины, чтобы у каждого была полусеребряная-полубронзовая медаль.
Суэо Оэ погиб в начале Тихоокеанской войны во время японского вторжения на Филиппины.